# Comisaría del Guaviare
La comisaría del Guaviare fue una antigua entidad territorial de Colombia que correspondía a la totalidad del hoy departamento del Guaviare, ubicado al suroriente de este país. La entidad fue creada a partir de la segregación del territorio occidental de la antigua Comisaría del Vaupés a través de la ley 55 del 23 de diciembre de 1977. Finalmente en 1991 se elevó al Guaviare a la categoría de departamento.
La colonización del Guaviare, con diferentes motivos, se debió principalmente a las enormes riquezas naturales de su suelo y a la explotación derivada de estas: balata, caucho, comercio de pieles de animales salvajes, venta de plantas originarias de la región y de peces ornamentales; y por último, el cultivo ilícito de coca.